# Eurytoma lutea
Eurytoma lutea är en stekelart som beskrevs av Bugbee 1967. Eurytoma lutea ingår i släktet Eurytoma och familjen kragglanssteklar. Inga underarter finns listade i Catalogue of Life.